# Нюрлики
Нюрлики — река в России, протекает по Нижневартовскому району Ханты-Мансийского АО. Устье реки находится в 48 км от устья реки Кысъёган по правому берегу. Длина реки составляет 70 км, площадь водосборного бассейна — 553 км².
В 14 км от устья впадает левый приток Окум-Нюрлики.

## Данные водного реестра
По данным государственного водного реестра России относится к Верхнеобскому бассейновому округу, водохозяйственный участок реки — Вах, речной подбассейн реки — бассейн притоков (Верхней) Оби от Васюгана до Ваха. Речной бассейн реки — (Верхняя) Обь до впадения Иртыша.
Код объекта в государственном водном реестре — 13011000112115200037807.